# Herman Fleming (1763–1808)
Herman Fleming af Liebelitz, född 21 maj 1763 på Villnäs gård, död 20 april 1808 i Brahestad, var en svensk friherre och militär.

## Ungdom och militära läroår
Herman Fleming var son till friherre Herman Fleming (1734–1789) och friherrinnan Anna Sophia Rehbinder (1740–1776). Fleming undervisades som barn av Johan Henrik Kellgren vilken en period var informator på Villnäs. Kellgren tycks inte imponerad av sina disciplar: "Mina Herrar äro trähufvun" skrev han i brev till vännen Abraham Niclas Clewberg. För att Flemings militära bana inleddes när han blev underofficer vid livdragonregementet 1774. Vid samma regemente blev han sekundkornett 1775 och premiärkornett 1776. Han blev kornett vid reserverna 1781 och vistades hösten 1781 till våren 1782 vid kadettskolan i Karlskrona för att skaffa nödvändiga militära kunskaper. Den 15 maj 1782 fick han Gustav III:s tillåtelse att gå i utrikes tjänst. Fleming begav sig mot Paris dit han anlände 25 juni och mottogs dagen efter av ambassadör Gustaf Philip Creutz vilken introducerade honom i det parisiska hov- och nöjeslivet. Efter en tids förlustelser behövde Fleming skaffa sig en officersfullmakt vilket han fick genom Curt von Stedingk. Denne introducerade i november 1782 Fleming för ägaren till Regiment d'Alsace, Maximilian av Zweibrücken. Regementet, som av Stedingk beskrevs som "förträffligt, såväl beträffande officerare som manskap", var förlagt till Granville i Normandie; "den tarvligaste lilla stad som finns i Frankrike".

## Anjala
I oktober 1786 återvände Fleming till svensk tjänst och utsågs till löjtnant vid livdragonregementet. I månadsskiftet mars/april 1787 rapporterade det ryska sändebudet Andrej Razumovskij hem till sin regering att han blivit uppsökt av ”en ung finsk baron Fleming” som beklagade sig över den ogynnsamma befordringsgången i Sverige. Flera misslyckade befordringsförsök hade förkastats och Fleming bad om hjälp att få anställning i den ryska armén. Enligt Razumovskijs rapport var det Fleming som presenterade Johan Anders Jägerhorn för sändebudet. Fleming fick dock under sommaren 1787 befordran till kapten i armén och major och chef vid Åbo läns lätta infanteriregemente. 
Gustav III:s ryska krig inleddes sommaren 1788 och enligt många, inte minst inom officerskåren, hade kriget inletts på orättfärdiga grunder. Fleming involverades nu i det s.k. Anjalaförbundet. Vännen Jägerhorn låg bakom Liikala-noten, ett diplomatiskt meddelande till kejsarinnan Katarina II, och begav sig mot S:t Petersburg. Under tiden undertecknade Fleming, tillsammans med 112 andra officerare, den 12 augusti Anjalakten. Jägerhorn återvände utan att ha nått framgång och visade sig dessutom ha överträtt sina befogenheter genom att inte bara förhandla om fred utan också om ett lösgörande av Finland från Sverige. Trots detta fortsatte Flemings umgänge med Jägerhorn och tillsammans uppsökte de i oktober Michael Anckarsvärd och började tala om den förtvivlade situation man befann sig i. "De försäkrade mig, att hela Åbo läns regemente och Hastfehr med alla Savolaxska trupperne skulle genast ställa sig under mine ordres. – Jag besvor dem tillbaka och bad dem för Guds skull betänka sig".
Den 1 december 1788 utfärdades arresteringsorder för Anjalamännen. Processen pågick till i april 1790. Då dömdes flera av de sammansvurna, däribland Fleming, till döden för högförräderi. Dock avrättades endast en, regementschefen Johan Henrik Hästesko. Alla andra benådades.

## Senare karriär
Flemings vän Jägerhorn låg bakom den s.k. Liikalanoten, vilken även undertecknades av Flemings regementschef Johan Henrik Hästesko. Tillsammans med 112 andra officerare undertecknade Fleming den s.k Anjalaakten.  
Han fortsatte att umgås med Jägerhorn och tillsammans med honom uppsökte han i oktober 1788 Michael Anckarsvärd vilken senare skrev att "De försäkrade mig, att hela Åbo läns regemente och Hastfehr med alla Savolaxska trupperne skulle genast ställa sig under mine ordres. – Jag besvor dem tillbaka och bad dem för Guds skull betänka sig".
Fleming blev 1795 befordrad till överstelöjtnant vid regementet, för att sedan innehava samma tjänst i Åbo läns regemente 1796. År 1797 blev han riddare av Svärdsorden. Sin sista befordran erhöll han 1802 då han blev överste i armén. Under finska kriget 1808–1809 deltog han bland annat i slagen vid Artsjö, Käkelä och Pyhäjoki. I det sistnämnda slaget blev han svårt sårad av en granat som berövade honom ena benet och han avled till följd av detta den 20 april 1808 i Brahestad vid 44 års ålder.

## Familj
Fleming gifte sig med Margareta Helena Olivecreutz (1772–1855) den 2 september 1792 i Karuna. Tillsammans fick de sex barn:
Johan Claës (1794–1853), överstelöjtnant; Casimir (1796–1799); Johanna Sofia Fredrika (1797–1868), gift friherrinna Koskull; Margareta Charlotta (1800–1834), gift Uggla; Augusta Vilhelmina (1801–1854), gift grevinna Sparre; Emilia (1805–1881), gift von Essen.